# Partido Social-Democrata da Alemanha
O Partido Social-Democrata da Alemanha (em alemão: Sozialdemokratische Partei Deutschlands, SPD) é um partido político alemão. O SPD é um dos partidos dominadores da cena política alemã, tem uma história centenária. É o segundo partido alemão mais antigo ainda em funcionamento, tendo completado em 2015 cento e quarenta anos de existência, sendo fundado em 1875 como a fusão da ADAV (fundada em 1863) e SDAP (fundada em 1869). Foi um dos primeiros partidos de influência marxista do mundo e como um dos primeiros partidos Social-Democrata do mundo.
Nas eleições de 1912 ganhou a pluralidade dos votos pela primeira vez na história. Durante a Primeira Guerra Mundial o partido foi divido entre uma corrente pró-guerra e o Partido Social Democrata Independente, anti-guerra, do qual alguns membros formaram o Partido Comunista da Alemanha (KPD). Após a guerra, o SPD desempenhou um papel central na Revolução Alemã de 1918-1919  e foi responsável pela fundação da República de Weimar.
Foi impiedosamente perseguido durante o Terceiro Reich (1933-1945) e na antiga Alemanha Oriental foi obrigado pelas forças de ocupação soviéticas a se fundir com seus rivais, os comunistas do KPD, para formar o Partido Socialista Unificado da Alemanha (SED). Na Alemanha Ocidental o SPD se tornou um dos dois grandes partidos, juntamente com o seu maior rival CDU/CSU, o partido democrata-cristão alemão. Em 1959 o partido assinou o Programa de Godesberg que abandonou o seu compromisso com o marxismo, tornando-se um grande partido de centro-esquerda. É filiado à Aliança Progressista. Eleitoralmente forte junto à população alemã de confissão luterana e nas regiões norte e leste da Alemanha.

## História

### Inícios
Oficialmente, nasceu no ano de 1875, sob o nome de Partido Socialista dos Trabalhadores da Alemanha (em alemão: Sozialistische Arbeiterpartei Deutschlands, SAP). Contudo, devido ao facto de resultar da fusão de duas organizações, a sua história pode recuar alguns anos.
Em 1863 emergia na Alemanha a social-democracia. Nesse ano, Ferdinand Lassalle (1825-1864) fundava o Allgemeiner Deutscher Arbeiterverein (ADAV, Associação Geral dos Trabalhadores Alemães), em Leipzig.
A 7 de agosto de 1869, August Bebel e Wilhelm Liebknecht fundaram o SDAP (Partido Operário Social-Democrata), em Eisenach, com a meta de abolir o Estado de classes e implantar um "Estado livre popular".
Em 1875, estes dois grupos, ADAV e SDAP, viriam a juntar-se, formando o Partido Socialista dos Trabalhadores da Alemanha (em alemão: Sozialistische Arbeiterpartei Deutschlands, SAP).
Em 1890, o partido transformou-se para Partido Social Democrata da Alemanha (SPD). Era um partido de orientação marxista, revolucionário, anticlerical e pacifista. O partido viria a manter uma orientação marxista até final dos anos 50 do século XX.
Karl Marx era crítico às ideias de Lassalle que surgiam no programa de unificação dos partidos em 1875 durante o Congresso de Gotha (cujo principal autor foi o marxista Liebknecht), principalmente sobre a "lei de bronze do salário" e a subvenção estatal a que o partido se submetia; no mesmo ano, escreveu suas glosas marginais ao programa do partido, no qual considerava um retrocesso recorrer a ideias, segundo ele, já ultrapassadas na teoria. Mesmo com suas diferenças ideológicas, Marx não foi contra a unificação dos partidos por considerar que "Cada passo do movimento real é mais importante que uma dúzia de programas". Sua Crítica ao Programa de Gotha só viria a público quinze anos mais tarde, ao ser publicada por Friedrich Engels em 1891 na Die Neue Zeit.
O ano de 1878 marcou o início de uma fase atribulada na vida das organizações políticas sociais-democratas. Otto von Bismarck, Chanceler da Alemanha, conservador, aproveita duas tentativas de assassinato contra o Guilherme II da Alemanha para eliminar adversários; na sequência destes atentados, faz aprovar diversas leis "anti-socialistas", apesar de nunca se ter provado qualquer ligação destes com os acontecimentos. Até 1890 a clandestinidade é o campo onde se movem os activistas partidários de esquerda.
Por essa altura, o SPD conseguira atrair a simpatia de um vasto número de apoiantes; nas eleições desse ano é o partido mais votado, com 19,7% dos votos; em 1912 esses números aumentam para os 34,8%. Entre esta data e os anos 30 o SPD estará ligado a importantes mudanças sócio-políticas no país. A 12 de novembro de 1918, o Governo revolucionário social democrata aprovou o direito de voto das mulheres; em Novembro desse mesmo ano um militante do partido, Friedrich Ebert, é eleito primeiro presidente da República de Weimar.
A ascensão dos nazis na Alemanha trouxe grandes perturbações; o SPD foi das únicas vozes que se levantou contra o totalitarismo hitleriano e sofreu as consequências dessa atitude. Muitos dos seus membros foram presos, torturados e mortos. Nos cerca de 12 anos compreendidos entre 1933 e 1945, a história do partido e da social-democracia caracterizou-se pela emigração, clandestinidade e resistência. Depois da guerra, o SPD surgiu com um papel de primeira grandeza na reconstrução do país e a sua linha de actuação, claramente oposta à dos comunistas, começa a esboçar o seu posicionamento futuro. À sua frente estão líderes de grande capacidade, marcantes na sua História; entre eles, destacam-se homens como Kurt Schumacher (o secretário-geral), Egon Franke, Erich Ollenhauer, Fritz Heine.

### Pós-guerra
Em 1946, a ruptura com o Leste foi inevitável após os comunistas, no Poder, terem ordenado a prisão de cerca de cinco mil membros do SPD. Outros militantes do partido acabaram por se juntar aos seus camaradas do Ocidente, onde participaram activamente no processo de criação e desenvolvimento da República Federal da Alemanha. Nas primeiras eleições para o Bundestag (o novo Parlamento da República), o SPD consegue 29,2 % dos votos; é o maior partido da oposição, exercendo essa função de forma construtiva.
A partir de 1959, depois de alguns anos em que a Alemanha viveu um período de grave agitação social (registando-se um importante levantamento operário em 1953), ao adoptar o chamado Programa Godesberg, o partido "abre-se ao povo", dirigindo-se a uma camada mais vasta do eleitorado, incluindo grupos cristãos; a orientação socialista e socializante era posta de parte e a social-democracia era agora a palavra de ordem. O partido aceitou a economia de mercado, embora defendesse uma intervenção do Estado para manter a ordem e o bem-estar geral.
Em 1969, a política conservadora cristalizara. Pela primeira vez na história da República Federal, o SPD ganhou as eleições; Willy Brandt é nomeado chanceler, cargo que ocupará até 1974, altura em que é substituído pelo também social-democrata Helmut Schmidt. As políticas seguidas por estes dois chanceleres, num compromisso entre a economia de mercado e o Estado-providência, dinamizaram o país; a Alemanha modernizou-se e tornou-se um modelo seguido por outras nações.
De 1982 em diante, a Alemanha virou à direita. O SPD voltou à oposição e conheceu uma fase de relativo apagamento, emergindo algumas disputas e sucedendo-se os líderes. A reunificação da Alemanha após a queda do muro de Berlim em 1989 levou à fundação, a 7 de outubro (logo, ainda na ilegalidade), do Partido Social Democrata na moribunda República Democrática Alemã. A união dos partidos dos dois lados da Alemanha será entusiasticamente saudada por Willy Brandt e conduzida pelo novo líder Björn Engholm. Depois de vários anos em combate político contra os governos da União Democrata-Cristã (CDU) de Helmut Kohl, o SPD, com Gerhard Schröder, chegou ao Governo.
Ficou no poder de 1918 a 1920, de 1928 a 1930, de 1969 a 1982 e de 1998 a 2005. O actual presidente é Sigmar Gabriel.
Elegeu três presidentes da Alemanha: Friedrich Ebert (1919-1925), Gustav Heinemann (1969-1974) e Johannes Rau (1999-2004).

## Resultados Eleitorais

### Eleições legislativas
Império Alemão
| Data | CI. | Votos     | %            | +/- | Deputados | +/- | Status   |
| ---- | --- | --------- | ------------ | --- | --------- | --- | -------- |
| 1877 | 4.º | 493 300   | 9,1 / 100,0  |     | 12 / 397  |     | Oposição |
| 1878 | 5.º | 437 100   | 7,6 / 100,0  | 1,5 | 9 / 397   | 3   | Oposição |
| 1881 | 7.º | 312 000   | 6,1 / 100,0  | 1,5 | 12 / 397  | 3   | Oposição |
| 1884 | 5.º | 550 000   | 9,7 / 100,0  | 3,6 | 24 / 397  | 12  | Oposição |
| 1887 | 5.º | 763 100   | 10,1 / 100,0 | 0,4 | 11 / 397  | 13  | Oposição |
| 1890 | 1.º | 1 427 300 | 19,7 / 100,0 | 9,6 | 35 / 397  | 24  | Oposição |
| 1893 | 1.º | 1 786 700 | 23,3 / 100,0 | 3,6 | 44 / 397  | 9   | Oposição |
| 1898 | 1.º | 2 107 100 | 27,2 / 100,0 | 3,9 | 56 / 397  | 12  | Oposição |
| 1903 | 1.º | 3 010 800 | 31,7 / 100,0 | 4,5 | 81 / 397  | 25  | Oposição |
| 1907 | 1.º | 3 259 000 | 29,0 / 100,0 | 2,7 | 43 / 397  | 38  | Oposição |
| 1912 | 1.º | 4 250 400 | 34,8 / 100,0 | 5,8 | 110 / 397 | 67  | Oposição |

República de Weimar
| Data    | CI. | Votos      | %            | +/-  | Deputados | +/- | Status   |
| ------- | --- | ---------- | ------------ | ---- | --------- | --- | -------- |
| 1919    | 1.º | 11 509 048 | 37,9 / 100,0 |      | 165 / 423 |     | Governo  |
| 1920    | 1.º | 6 104 398  | 21,7 / 100,0 | 16,2 | 102 / 459 | 57  | Governo  |
| 05/1924 | 1.º | 6 008 905  | 20,5 / 100,0 | 1,2  | 100 / 472 | 2   | Oposição |
| 12/1924 | 1.º | 7 881 041  | 26,0 / 100,0 | 5,5  | 131 / 493 | 31  | Oposição |
| 1928    | 1.º | 9 152 979  | 29,8 / 100,0 | 3,8  | 153 / 491 | 22  | Governo  |
| 1930    | 1.º | 8 575 244  | 24,5 / 100,0 | 5,3  | 143 / 577 | 10  | Oposição |
| 07/1932 | 2.º | 7 959 712  | 21,6 / 100,0 | 2,9  | 133 / 608 | 10  | Oposição |
| 11/1932 | 2.º | 7 251 690  | 20,4 / 100,0 | 1,2  | 121 / 584 | 12  | Oposição |
| 1933    | 2.º | 7 181 629  | 18,3 / 100,0 | 1,9  | 120 / 647 | 1   | Oposição |

República Federal da Alemanha
| Data | Líder                   | M. Uninominal | M. Uninominal | M. Uninominal | M. Uninominal | M. Proporcional | M. Proporcional | M. Proporcional | M. Proporcional | Deputados | +/- | Status   |
| Data | Líder                   | CI.           | Votos         | %             | +/-           | CI.             | Votos           | %               | +/-             | Deputados | +/- | Status   |
| ---- | ----------------------- | ------------- | ------------- | ------------- | ------------- | --------------- | --------------- | --------------- | --------------- | --------- | --- | -------- |
| 1949 | Kurt Schumacher         |               |               |               |               | 1.º             | 6 934 975       | 29,2 / 100,0    |                 | 131 / 402 |     | Oposição |
| 1953 | Erich Ollenhauer        | 2.º           | 8 131 257     | 29,5 / 100,0  |               | 2.º             | 7 944 943       | 28,8 / 100,0    | 0,4             | 162 / 509 | 31  | Oposição |
| 1957 | Erich Ollenhauer        | 2.º           | 9 651 669     | 32,0 / 100,0  | 2,5           | 2.º             | 11 875 339      | 31,8 / 100,0    | 3,0             | 181 / 519 | 19  | Oposição |
| 1961 | Willy Brandt            | 1.º           | 11 672 057    | 36,5 / 100,0  | 4,5           | 1.º             | 11 427 355      | 36,2 / 100,0    | 4,4             | 203 / 521 | 22  | Oposição |
| 1965 | Willy Brandt            | 1.º           | 12 998 474    | 40,1 / 100,0  | 3,6           | 1.º             | 12 813 186      | 39,3 / 100,0    | 3,1             | 217 / 518 | 14  | Governo  |
| 1969 | Willy Brandt            | 1.º           | 14 402 374    | 44,0 / 100,0  | 3,9           | 1.º             | 14 065 716      | 42,7 / 100,0    | 3,1             | 237 / 518 | 20  | Governo  |
| 1972 | Willy Brandt            | 1.º           | 18 228 239    | 48,9 / 100,0  | 4,9           | 1.º             | 17 175 169      | 45,8 / 100,0    | 3,1             | 242 / 518 | 5   | Governo  |
| 1976 | Helmut Schmidt          | 1.º           | 16 471 321    | 43,7 / 100,0  | 5,2           | 1.º             | 16 099 019      | 42,6 / 100,0    | 3,2             | 224 / 518 | 18  | Governo  |
| 1980 | Helmut Schmidt          | 1.º           | 16 808 861    | 44,5 / 100,0  | 0,8           | 1.º             | 16 260 677      | 42,9 / 100,0    | 0,3             | 228 / 519 | 4   | Governo  |
| 1983 | Hans-Jochen Vogel       | 2.º           | 15 686 033    | 40,4 / 100,0  | 4,1           | 1.º             | 14 865 807      | 38,2 / 100,0    | 4,7             | 202 / 520 | 26  | Oposição |
| 1987 | Johannes Rau            | 1.º           | 14 787 953    | 39,2 / 100,0  | 1,2           | 1.º             | 14 025 763      | 37,0 / 100,0    | 1,2             | 193 / 519 | 9   | Oposição |
| 1990 | Oskar Lafontaine        | 2.º           | 16 279 980    | 35,2 / 100,0  | 4,0           | 2.º             | 15 545 366      | 36,7 / 100,0    | 0,3             | 239 / 662 | 46  | Oposição |
| 1994 | Rudolf Scharping        | 1.º           | 17 966 813    | 38,3 / 100,0  | 3,1           | 1.º             | 17 140 354      | 36,4 / 100,0    | 0,3             | 252 / 672 | 13  | Oposição |
| 1998 | Gerhard Schröder        | 1.º           | 21 535 893    | 43,8 / 100,0  | 5,5           | 1.º             | 20 181 269      | 40,9 / 100,0    | 4,5             | 298 / 669 | 43  | Governo  |
| 2002 | Gerhard Schröder        | 1.º           | 20 059 967    | 41,9 / 100,0  | 1,9           | 1.º             | 18 484 560      | 38,5 / 100,0    | 2,4             | 251 / 603 | 47  | Governo  |
| 2005 | Gerhard Schröder        | 1.º           | 18 129 100    | 38,4 / 100,0  | 3,5           | 1.º             | 16 194 665      | 34,2 / 100,0    | 4,3             | 222 / 614 | 29  | Governo  |
| 2009 | Frank-Walter Steinmeier | 2.º           | 12 079 758    | 27,9 / 100,0  | 10,5          | 2.º             | 9 988 843       | 23,0 / 100,0    | 11,2            | 146 / 622 | 76  | Oposição |
| 2013 | Peer Steinbrück         | 2.º           | 12 843 458    | 29,4 / 100,0  | 1,5           | 2.º             | 11 247 283      | 25,7 / 100,0    | 2,7             | 193 / 631 | 47  | Governo  |
| 2017 | Martin Schulz           | 2.º           | 11 426 613    | 24,6 / 100,0  | 4,8           | 2.º             | 9 538 367       | 20,5 / 100,0    | 5,2             | 153 / 709 | 40  | Governo  |
| 2021 | Olaf Scholz             | 1.º           | 12 234 690    | 26,4 / 100,0  | 1,8           | 1.º             | 11 955 434      | 25,7 / 100,0    | 5,2             | 206 / 736 | 53  | Governo  |
| 2025 | Olaf Scholz             | 3.º           | 9 934 614     | 20,1 / 100,0  | 6.3           | 3.º             | 8 148 284       | 16,4 / 100,0    | 10              | 120 / 630 | 86  | —        |

### Eleições europeias
| Data | CI. | Votos      | %            | +/-  | Deputados | +/-     |
| ---- | --- | ---------- | ------------ | ---- | --------- | ------- |
| 1979 | 1.º | 11 370 045 | 40,8 / 100,0 |      | 33 / 81   |         |
| 1984 | 2.º | 9 296 417  | 37,4 / 100,0 | 3,4  | 32 / 81   | 1       |
| 1989 | 1.º | 10 525 728 | 37,3 / 100,0 | 0,1  | 30 / 81   | 2       |
| 1994 | 1.º | 11 389 697 | 32,2 / 100,0 | 5,1  | 40 / 99   | 10      |
| 1999 | 2.º | 8 307 085  | 30,7 / 100,0 | 1,5  | 33 / 99   | 7       |
| 2004 | 2.º | 5 547 971  | 21,5 / 100,0 | 9,2  | 23 / 99   | 10      |
| 2009 | 2.º | 5 472 566  | 20,8 / 100,0 | 0,7  | 23 / 99   | Estável |
| 2014 | 2.º | 7 999 955  | 27,2 / 100,0 | 6,4  | 27 / 96   | 4       |
| 2019 | 3.º | 5 914 953  | 15,8 / 100,0 | 11,4 | 16 / 96   | 11      |
| 2024 | 3.º | 5 548 528  | 13,9 / 100,0 | 1,9  | 14 / 96   | 2       |

### Eleições regionais

#### Baden-Württemberg
| Data | CI. | Votos     | %            | +/-  | Deputados | +/- | Status   |
| ---- | --- | --------- | ------------ | ---- | --------- | --- | -------- |
| 1952 | 2.º | 765 032   | 28,0 / 100,0 |      | 38 / 121  |     | Governo  |
| 1956 | 2.º | 942 732   | 28,9 / 100,0 | 0,9  | 36 / 120  | 2   | Governo  |
| 1960 | 2.º | 1 040 911 | 35,3 / 100,0 | 6,4  | 44 / 121  | 8   | Oposição |
| 1964 | 2.º | 1 350 314 | 37,3 / 100,0 | 2,0  | 47 / 121  | 3   | Oposição |
| 1968 | 2.º | 1 124 696 | 29,0 / 100,0 | 8,3  | 37 / 127  | 10  | Governo  |
| 1972 | 2.º | 1 784 416 | 37,6 / 100,0 | 8,6  | 45 / 120  | 8   | Oposição |
| 1976 | 2.º | 1 510 012 | 33,3 / 100,0 | 4,3  | 41 / 121  | 4   | Oposição |
| 1980 | 2.º | 1 468 873 | 32,6 / 100,0 | 0,7  | 40 / 124  | 1   | Oposição |
| 1984 | 2.º | 1 507 088 | 32,4 / 100,0 | 0,2  | 41 / 126  | 1   | Oposição |
| 1988 | 2.º | 1 562 678 | 32,1 / 100,0 | 0,3  | 42 / 125  | 1   | Oposição |
| 1992 | 2.º | 1 454 477 | 29,4 / 100,0 | 2,7  | 46 / 146  | 4   | Governo  |
| 1996 | 2.º | 1 199 123 | 25,1 / 100,0 | 4,3  | 39 / 155  | 7   | Oposição |
| 2001 | 2.º | 1 508 358 | 33,3 / 100,0 | 8,2  | 45 / 128  | 6   | Oposição |
| 2006 | 2.º | 996 207   | 25,2 / 100,0 | 8,1  | 38 / 139  | 7   | Oposição |
| 2011 | 3.º | 1 152 594 | 23,1 / 100,0 | 2,1  | 36 / 138  | 2   | Governo  |
| 2016 | 4.º | 679 727   | 12,7 / 100,0 | 10,4 | 19 / 143  | 17  | Oposição |

#### Baixa Saxônia
| Data | CI. | Votos     | %            | +/-  | Deputados | +/- | Status   |
| ---- | --- | --------- | ------------ | ---- | --------- | --- | -------- |
| 1947 | 1.º | 1 066 380 | 43,4 / 100,0 |      | 65 / 149  |     | Governo  |
| 1951 | 1.º | 1 123 199 | 33,7 / 100,0 | 9,7  | 64 / 158  | 1   | Governo  |
| 1955 | 1.º | 1 181 963 | 35,2 / 100,0 | 1,5  | 59 / 159  | 5   | Oposição |
| 1959 | 1.º | 1 356 485 | 39,5 / 100,0 | 4,3  | 65 / 157  | 6   | Governo  |
| 1963 | 1.º | 1 608 927 | 44,9 / 100,0 | 5,4  | 73 / 149  | 8   | Governo  |
| 1967 | 1.º | 1 538 776 | 43,1 / 100,0 | 1,8  | 66 / 149  | 7   | Governo  |
| 1970 | 1.º | 1 792 943 | 46,3 / 100,0 | 3,2  | 75 / 149  | 9   | Governo  |
| 1974 | 2.º | 1 852 797 | 43,1 / 100,0 | 3,2  | 67 / 155  | 8   | Governo  |
| 1978 | 2.º | 1 723 638 | 42,2 / 100,0 | 0,9  | 72 / 155  | 5   | Oposição |
| 1982 | 2.º | 1 526 346 | 36,5 / 100,0 | 5,7  | 63 / 171  | 9   | Oposição |
| 1986 | 2.º | 1 807 157 | 42,1 / 100,0 | 5,6  | 66 / 155  | 3   | Oposição |
| 1990 | 1.º | 1 865 267 | 44,2 / 100,0 | 2,1  | 71 / 155  | 5   | Governo  |
| 1994 | 1.º | 1 880 623 | 44,3 / 100,0 | 0,1  | 81 / 161  | 6   | Governo  |
| 1998 | 1.º | 2 068 477 | 47,9 / 100,0 | 3,6  | 83 / 157  | 2   | Governo  |
| 2003 | 2.º | 1 330 156 | 33,4 / 100,0 | 14,5 | 63 / 183  | 20  | Oposição |
| 2008 | 2.º | 1 035 894 | 30,3 / 100,0 | 3,1  | 48 / 152  | 15  | Oposição |
| 2013 | 2.º | 1 165 419 | 32,6 / 100,0 | 2,3  | 49 / 137  | 1   | Governo  |
| 2017 | 1.º | 1 413 990 | 36,9 / 100,0 | 4,3  | 55 / 137  | 6   | Governo  |

#### Baviera
| Data    | CI. | Votos     | %            | +/-  | Deputados | +/-     | Status   |
| ------- | --- | --------- | ------------ | ---- | --------- | ------- | -------- |
| 06/1946 | 2.º | 786 045   | 28,8 / 100,0 |      | 51 / 180  |         | Governo  |
| 12/1946 | 2.º | 871 760   | 28,6 / 100,0 | 0,2  | 54 / 180  | 3       | Oposição |
| 1950    | 1.º | 2 588 549 | 28,0 / 100,0 | 0,6  | 63 / 204  | 9       | Governo  |
| 1954    | 2.º | 2 733 946 | 28,1 / 100,0 | 0,1  | 61 / 204  | 2       | Governo  |
| 1958    | 2.º | 2 839 900 | 30,9 / 100,0 | 2,8  | 64 / 204  | 3       | Oposição |
| 1962    | 2.º | 3 465 168 | 35,3 / 100,0 | 4,4  | 79 / 204  | 15      | Oposição |
| 1966    | 2.º | 3 768 973 | 35,8 / 100,0 | 0,5  | 79 / 204  | Estável | Oposição |
| 1970    | 2.º | 3 742 760 | 33,3 / 100,0 | 2,5  | 70 / 204  | 9       | Oposição |
| 1974    | 2.º | 3 409 126 | 30,2 / 100,0 | 3,1  | 64 / 204  | 6       | Oposição |
| 1978    | 2.º | 3 599 479 | 31,4 / 100,0 | 1,2  | 65 / 204  | 1       | Oposição |
| 1982    | 2.º | 3 876 970 | 31,9 / 100,0 | 0,5  | 71 / 204  | 6       | Oposição |
| 1986    | 2.º | 3 119 124 | 27,5 / 100,0 | 4,4  | 61 / 204  | 10      | Oposição |
| 1990    | 2.º | 2 882 008 | 26,0 / 100,0 | 1,5  | 58 / 204  | 3       | Oposição |
| 1994    | 2.º | 3 506 620 | 30,1 / 100,0 | 4,1  | 70 / 204  | 12      | Oposição |
| 1998    | 2.º | 3 501 900 | 28,7 / 100,0 | 1,3  | 67 / 204  | 3       | Oposição |
| 2003    | 2.º | 2 012 265 | 19,6 / 100,0 | 9,1  | 41 / 180  | 26      | Oposição |
| 2008    | 2.º | 1 972 437 | 18,6 / 100,0 | 1,0  | 39 / 187  | 2       | Oposição |
| 2013    | 2.º | 2 437 401 | 20,6 / 100,0 | 2,0  | 42 / 180  | 3       | Oposição |
| 2018    | 5.º | 634 058   | 9,7 / 100,0  | 10,9 | 22 / 205  | 20      | Oposição |

#### Berlim
| Data             | CI.              | Votos            | %                | +/-              | Deputados        | +/-              | Status           |
| Berlim Ocidental | Berlim Ocidental | Berlim Ocidental | Berlim Ocidental | Berlim Ocidental | Berlim Ocidental | Berlim Ocidental | Berlim Ocidental |
| ---------------- | ---------------- | ---------------- | ---------------- | ---------------- | ---------------- | ---------------- | ---------------- |
| 1948             | 1.º              | 858 461          | 64,5 / 100,0     |                  | 76 / 119         |                  | Governo          |
| 1950             | 1.º              | 654 211          | 44,7 / 100,0     | 19,8             | 61 / 127         | 15               | Governo          |
| 1954             | 1.º              | 684 906          | 44,6 / 100,0     | 0,1              | 64 / 127         | 3                | Governo          |
| 1958             | 1.º              | 850 127          | 52,6 / 100,0     | 8,0              | 78 / 133         | 14               | Governo          |
| 1963             | 1.º              | 962 197          | 61,9 / 100,0     | 9,3              | 89 / 140         | 11               | Governo          |
| 1967             | 1.º              | 829 694          | 56,9 / 100,0     | 5,0              | 81 / 137         | 8                | Governo          |
| 1971             | 1.º              | 730 240          | 50,4 / 100,0     | 6,5              | 73 / 138         | 8                | Governo          |
| 1975             | 2.º              | 585 605          | 42,6 / 100,0     | 7,8              | 67 / 147         | 6                | Governo          |
| 1979             | 2.º              | 548 060          | 42,7 / 100,0     | 0,1              | 61 / 135         | 6                | Governo          |
| 1981             | 2.º              | 483 778          | 38,3 / 100,0     | 4,4              | 51 / 132         | 10               | Oposição         |
| 1985             | 2.º              | 402 875          | 32,4 / 100,0     | 5,9              | 48 / 144         | 3                | Oposição         |
| 1989             | 2.º              | 448 203          | 37,3 / 100,0     | 4,9              | 55 / 138         | 7                | Governo          |
| Berlim Unificado |                  |                  |                  |                  |                  |                  |                  |
| 1990             | 2.º              | 614 075          | 30,4 / 100,0     |                  | 76 / 241         |                  | Governo          |
| 1995             | 2.º              | 393 245          | 23,6 / 100,0     | 6,8              | 55 / 206         | 21               | Governo          |
| 1999             | 2.º              | 349 731          | 22,4 / 100,0     | 1,2              | 42 / 169         | 13               | Governo          |
| 2001             | 1.º              | 481 772          | 29,7 / 100,0     | 7,3              | 44 / 141         | 2                | Governo          |
| 2006             | 1.º              | 424 054          | 30,8 / 100,0     | 1,1              | 53 / 149         | 9                | Governo          |
| 2011             | 1.º              | 413 332          | 28,3 / 100,0     | 2,5              | 47 / 149         | 6                | Governo          |
| 2016             | 1.º              | 352 430          | 21,6 / 100,0     | 6,7              | 38 / 160         | 9                | Governo          |

#### Brandemburgo
| Data | CI. | Votos   | %            | +/-  | Deputados | +/- | Status  |
| ---- | --- | ------- | ------------ | ---- | --------- | --- | ------- |
| 1990 | 1.º | 487 134 | 38,2 / 100,0 |      | 36 / 88   |     | Governo |
| 1994 | 1.º | 580 422 | 54,1 / 100,0 | 15,9 | 52 / 88   | 16  | Governo |
| 1999 | 1.º | 433 521 | 39,3 / 100,0 | 14,8 | 37 / 89   | 15  | Governo |
| 2004 | 1.º | 372 942 | 31,9 / 100,0 | 7,4  | 33 / 88   | 4   | Governo |
| 2009 | 1.º | 458 840 | 33,0 / 100,0 | 1,1  | 31 / 88   | 2   | Governo |
| 2014 | 1.º | 315 202 | 31,9 / 100,0 | 1,1  | 30 / 88   | 1   | Governo |

#### Bremen
| Data | CI. | Votos   | %            | +/-  | Deputados | +/-     | Status  |
| ---- | --- | ------- | ------------ | ---- | --------- | ------- | ------- |
| 1946 | 1.º | 316 457 | 47,6 / 100,0 |      | 51 / 80   |         | Governo |
| 1947 | 1.º | 91 235  | 41,7 / 100,0 | 5,9  | 46 / 100  | 4       | Governo |
| 1951 | 1.º | 130 471 | 39,1 / 100,0 | 2,6  | 43 / 100  | 3       | Governo |
| 1955 | 1.º | 174 127 | 47,8 / 100,0 | 8,7  | 52 / 100  | 9       | Governo |
| 1959 | 1.º | 210 808 | 54,9 / 100,0 | 7,1  | 61 / 100  | 9       | Governo |
| 1963 | 1.º | 216 347 | 54,7 / 100,0 | 0,2  | 57 / 100  | 4       | Governo |
| 1967 | 1.º | 186 795 | 46,0 / 100,0 | 8,7  | 50 / 100  | 7       | Governo |
| 1971 | 1.º | 244 470 | 55,3 / 100,0 | 9,3  | 59 / 100  | 9       | Governo |
| 1975 | 1.º | 209 802 | 48,7 / 100,0 | 6,6  | 52 / 100  | 7       | Governo |
| 1979 | 1.º | 201 129 | 49,4 / 100,0 | 0,7  | 52 / 100  | Estável | Governo |
| 1983 | 1.º | 210 632 | 51,3 / 100,0 | 1,9  | 58 / 100  | 6       | Governo |
| 1987 | 1.º | 196 903 | 50,5 / 100,0 | 0,8  | 54 / 100  | 4       | Governo |
| 1991 | 1.º | 143 576 | 38,8 / 100,0 | 11,7 | 41 / 100  | 13      | Governo |
| 1995 | 1.º | 115 001 | 33,4 / 100,0 | 5,4  | 37 / 100  | 4       | Governo |
| 1999 | 1.º | 123 875 | 42,6 / 100,0 | 9,2  | 47 / 100  | 10      | Governo |
| 2003 | 1.º | 123 480 | 42,3 / 100,0 | 0,3  | 40 / 83   | 7       | Governo |
| 2007 | 1.º | 101 290 | 36,7 / 100,0 | 5,6  | 32 / 83   | 8       | Governo |
| 2011 | 1.º | 505 348 | 38,6 / 100,0 | 1,9  | 36 / 83   | 4       | Governo |
| 2015 | 1.º | 383 509 | 32,8 / 100,0 | 5,8  | 30 / 83   | 6       | Governo |

#### Hamburgo
| Data    | CI. | Votos     | %            | +/-  | Deputados | +/- | Status   |
| ------- | --- | --------- | ------------ | ---- | --------- | --- | -------- |
| 1946    | 1.º | 1 210 010 | 43,1 / 100,0 |      | 83 / 110  |     | Governo  |
| 1949    | 1.º | 337 697   | 42,8 / 100,0 | 0,3  | 65 / 120  | 18  | Governo  |
| 1953    | 2.º | 455 402   | 45,2 / 100,0 | 2,4  | 58 / 120  | 7   | Oposição |
| 1957    | 1.º | 553 390   | 53,9 / 100,0 | 8,7  | 69 / 120  | 11  | Governo  |
| 1961    | 1.º | 567 793   | 57,4 / 100,0 | 3,5  | 72 / 120  | 3   | Governo  |
| 1966    | 1.º | 558 754   | 59,0 / 100,0 | 1,6  | 74 / 120  | 2   | Governo  |
| 1970    | 1.º | 558 754   | 55,3 / 100,0 | 3,7  | 70 / 120  | 4   | Governo  |
| 1974    | 1.º | 469 656   | 45,0 / 100,0 | 10,3 | 56 / 120  | 14  | Governo  |
| 1978    | 1.º | 493 340   | 51,5 / 100,0 | 6,5  | 69 / 120  | 13  | Governo  |
| 06/1982 | 2.º | 413 361   | 42,7 / 100,0 | 8,8  | 55 / 120  | 14  | Governo  |
| 12/1982 | 1.º | 530 117   | 51,3 / 100,0 | 8,5  | 64 / 120  | 9   | Governo  |
| 1986    | 2.º | 400 402   | 41,7 / 100,0 | 9,6  | 53 / 120  | 11  | Governo  |
| 1987    | 1.º | 442 670   | 45,0 / 100,0 | 3,3  | 55 / 120  | 2   | Governo  |
| 1991    | 1.º | N/D       | 48,0 / 100,0 | 3,0  | 61 / 121  | 6   | Governo  |
| 1993    | 1.º | 341 688   | 40,4 / 100,0 | 7,6  | 58 / 121  | 3   | Governo  |
| 1997    | 1.º | 297 901   | 36,2 / 100,0 | 4,2  | 54 / 121  | 4   | Governo  |
| 2001    | 1.º | 310 362   | 36,5 / 100,0 | 0,3  | 46 / 121  | 8   | Oposição |
| 2004    | 2.º | 251 441   | 30,5 / 100,0 | 6,0  | 41 / 121  | 5   | Oposição |
| 2008    | 2.º | 265 216   | 34,1 / 100,0 | 3,6  | 45 / 121  | 4   | Oposição |
| 2011    | 1.º | 1 667 804 | 48,4 / 100,0 | 14,3 | 62 / 121  | 17  | Governo  |
| 2015    | 1.º | 1 611 274 | 45,6 / 100,0 | 2,8  | 58 / 121  | 4   | Governo  |

#### Hesse
| Data | CI. | Votos     | %            | +/-  | Deputados | +/- | Status   |
| ---- | --- | --------- | ------------ | ---- | --------- | --- | -------- |
| 1946 | 1.º | 687 431   | 42,7 / 100,0 |      | 42 / 90   |     | Governo  |
| 1950 | 1.º | 821 268   | 44,4 / 100,0 | 1,7  | 47 / 80   | 5   | Governo  |
| 1954 | 1.º | 1 065 733 | 42,6 / 100,0 | 1,8  | 44 / 96   | 3   | Governo  |
| 1958 | 1.º | 1 235 361 | 46,9 / 100,0 | 4,3  | 48 / 96   | 4   | Governo  |
| 1962 | 1.º | 1 340 625 | 50,8 / 100,0 | 4,9  | 51 / 96   | 3   | Governo  |
| 1966 | 1.º | 1 442 230 | 51,0 / 100,0 | 0,2  | 52 / 96   | 1   | Governo  |
| 1970 | 1.º | 1 442 201 | 45,9 / 100,0 | 5,1  | 53 / 110  | 1   | Governo  |
| 1974 | 2.º | 1 394 123 | 43,2 / 100,0 | 2,7  | 49 / 110  | 4   | Governo  |
| 1978 | 2.º | 1 515 953 | 44,3 / 100,0 | 1,1  | 50 / 110  | 1   | Governo  |
| 1982 | 2.º | 1 483 930 | 42,8 / 100,0 | 1,5  | 49 / 110  | 1   | Governo  |
| 1983 | 1.º | 1 559 725 | 46,2 / 100,0 | 3,4  | 51 / 110  | 2   | Governo  |
| 1987 | 2.º | 1 331 760 | 40,2 / 100,0 | 6,0  | 44 / 110  | 7   | Oposição |
| 1991 | 1.º | 1 214 909 | 40,8 / 100,0 | 0,6  | 46 / 110  | 2   | Governo  |
| 1995 | 2.º | 1 051 452 | 38,0 / 100,0 | 2,8  | 44 / 110  | 2   | Governo  |
| 1999 | 2.º | 1 102 544 | 39,4 / 100,0 | 1,4  | 46 / 110  | 2   | Oposição |
| 2003 | 2.º | 795 576   | 29,1 / 100,0 | 10,3 | 33 / 110  | 13  | Oposição |
| 2008 | 2.º | 1 006 264 | 36,7 / 100,0 | 7,6  | 42 / 110  | 9   | Governo  |
| 2009 | 2.º | 614 648   | 23,7 / 100,0 | 13,0 | 29 / 118  | 13  | Oposição |
| 2013 | 2.º | 1 092 125 | 30,7 / 100,0 | 7,0  | 37 / 110  | 8   | Oposição |

#### Mecklemburgo-Pomerânia Ocidental
| Data | CI. | Votos   | %            | +/-  | Deputados | +/- | Status   |
| ---- | --- | ------- | ------------ | ---- | --------- | --- | -------- |
| 1990 | 2.º | 239 872 | 27,0 / 100,0 |      | 21 / 66   |     | Oposição |
| 1994 | 2.º | 288 431 | 29,5 / 100,0 | 2,5  | 23 / 71   | 2   | Governo  |
| 1998 | 1.º | 371 885 | 34,3 / 100,0 | 4,8  | 27 / 71   | 4   | Governo  |
| 2002 | 1.º | 394 118 | 40,6 / 100,0 | 6,3  | 33 / 71   | 6   | Governo  |
| 2006 | 1.º | 247 312 | 30,2 / 100,0 | 10,4 | 23 / 71   | 10  | Governo  |
| 2011 | 1.º | 242 251 | 35,6 / 100,0 | 5,4  | 27 / 71   | 4   | Governo  |
| 2016 | 1.º | 246 395 | 30,6 / 100,0 | 5,0  | 26 / 71   | 1   | Governo  |

#### Renânia do Norte-Vestfália
| Data | CI. | Votos     | %            | +/- | Deputados | +/- | Status   |
| ---- | --- | --------- | ------------ | --- | --------- | --- | -------- |
| 1947 | 2.º | 1 607 487 | 32,0 / 100,0 |     | 64 / 216  |     | Governo  |
| 1950 | 2.º | 2 005 312 | 32,3 / 100,0 | 0,3 | 68 / 215  | 4   | Oposição |
| 1954 | 2.º | 2 387 718 | 34,5 / 100,0 | 2,2 | 76 / 200  | 8   | Oposição |
| 1958 | 2.º | 3 115 738 | 39,2 / 100,0 | 4,7 | 81 / 200  | 5   | Oposição |
| 1962 | 2.º | 3 497 179 | 43,3 / 100,0 | 4,1 | 90 / 200  | 9   | Oposição |
| 1966 | 1.º | 4 226 604 | 49,5 / 100,0 | 6,2 | 99 / 200  | 9   | Governo  |
| 1970 | 2.º | 3 996 808 | 46,1 / 100,0 | 3,4 | 94 / 200  | 5   | Governo  |
| 1975 | 2.º | 4 630 995 | 45,1 / 100,0 | 1,0 | 91 / 200  | 3   | Governo  |
| 1980 | 1.º | 4 756 103 | 48,4 / 100,0 | 3,3 | 106 / 201 | 15  | Governo  |
| 1985 | 1.º | 4 942 346 | 52,1 / 100,0 | 3,7 | 125 / 227 | 19  | Governo  |
| 1990 | 1.º | 4 644 431 | 50,0 / 100,0 | 2,1 | 122 / 237 | 3   | Governo  |
| 1995 | 1.º | 3 816 639 | 46,0 / 100,0 | 4,0 | 108 / 221 | 14  | Governo  |
| 2000 | 1.º | 3 143 179 | 42,8 / 100,0 | 3,2 | 102 / 231 | 6   | Governo  |
| 2005 | 2.º | 3 058 988 | 37,1 / 100,0 | 5,7 | 74 / 187  | 28  | Oposição |
| 2010 | 2.º | 2 675 818 | 34,5 / 100,0 | 2,6 | 67 / 181  | 7   | Governo  |
| 2012 | 1.º | 3 049 983 | 39,1 / 100,0 | 4,6 | 99 / 237  | 32  | Governo  |
| 2017 | 2.º | 2 649 205 | 31,2 / 100,0 | 7,9 | 69 / 199  | 30  | Oposição |

#### Renânia-Palatinado
| Data | CI. | Votos   | %            | +/- | Deputados | +/-     | Status   |
| ---- | --- | ------- | ------------ | --- | --------- | ------- | -------- |
| 1947 | 2.º | 398 594 | 34,3 / 100,0 |     | 34 / 101  |         | Governo  |
| 1951 | 2.º | 488 374 | 34,0 / 100,0 | 0,3 | 38 / 100  | 4       | Oposição |
| 1955 | 2.º | 501 751 | 31,7 / 100,0 | 2,3 | 37 / 100  | 1       | Oposição |
| 1959 | 2.º | 596 984 | 34,9 / 100,0 | 3,2 | 37 / 100  | Estável | Oposição |
| 1963 | 2.º | 713 469 | 40,7 / 100,0 | 5,8 | 43 / 100  | 6       | Oposição |
| 1967 | 2.º | 679 177 | 36,8 / 100,0 | 4,9 | 39 / 100  | 4       | Oposição |
| 1971 | 2.º | 821 350 | 40,5 / 100,0 | 4,7 | 42 / 100  | 3       | Oposição |
| 1975 | 2.º | 817 018 | 38,5 / 100,0 | 2,0 | 40 / 100  | 2       | Oposição |
| 1979 | 2.º | 923 965 | 42,3 / 100,0 | 3,8 | 43 / 100  | 3       | Oposição |
| 1983 | 2.º | 995 795 | 39,6 / 100,0 | 2,7 | 43 / 100  | Estável | Oposição |
| 1987 | 2.º | 844 241 | 38,8 / 100,0 | 0,8 | 40 / 100  | 3       | Oposição |
| 1991 | 1.º | 951 695 | 44,8 / 100,0 | 6,0 | 47 / 101  | 7       | Governo  |
| 1996 | 1.º | 821 539 | 39,8 / 100,0 | 5,0 | 43 / 101  | 4       | Governo  |
| 2001 | 1.º | 820 610 | 44,8 / 100,0 | 5,0 | 49 / 101  | 6       | Governo  |
| 2006 | 1.º | 799 377 | 45,6 / 100,0 | 0,8 | 53 / 101  | 4       | Governo  |
| 2011 | 1.º | 666 817 | 35,7 / 100,0 | 9,9 | 42 / 101  | 11      | Governo  |
| 2016 | 1.º | 771 848 | 36,2 / 100,0 | 0,5 | 39 / 101  | 3       | Governo  |

#### Sarre
| Data | CI. | Votos   | %            | +/-  | Deputados | +/-     | Status   |
| ---- | --- | ------- | ------------ | ---- | --------- | ------- | -------- |
| 1960 | 2.º | 159 698 | 30,0 / 100,0 |      | 16 / 50   |         | Oposição |
| 1965 | 2.º | 241 954 | 40,7 / 100,0 | 10,7 | 21 / 50   | 5       | Oposição |
| 1970 | 2.º | 262 492 | 40,8 / 100,0 | 0,1  | 23 / 50   | 2       | Oposição |
| 1975 | 2.º | 295 406 | 41,8 / 100,0 | 1,0  | 22 / 50   | 1       | Oposição |
| 1980 | 1.º | 315 432 | 45,4 / 100,0 | 3,6  | 24 / 51   | 2       | Oposição |
| 1985 | 1.º | 346 595 | 49,2 / 100,0 | 3,8  | 26 / 51   | 2       | Governo  |
| 1990 | 1.º | 377 502 | 54,4 / 100,0 | 5,2  | 30 / 51   | 4       | Governo  |
| 1994 | 1.º | 340 091 | 49,4 / 100,0 | 5,0  | 27 / 51   | 3       | Governo  |
| 1999 | 2.º | 247 311 | 44,4 / 100,0 | 5,0  | 25 / 51   | 2       | Oposição |
| 2004 | 2.º | 136 224 | 30,8 / 100,0 | 13,6 | 18 / 51   | 7       | Oposição |
| 2009 | 2.º | 131 241 | 24,5 / 100,0 | 6,3  | 13 / 51   | 5       | Oposição |
| 2012 | 2.º | 147 170 | 30,6 / 100,0 | 6,1  | 17 / 51   | 4       | Governo  |
| 2017 | 2.º | 158 057 | 29,6 / 100,0 | 1,0  | 17 / 51   | Estável | Governo  |

#### Saxónia
| Data | CI. | Votos   | %            | +/- | Deputados | +/- | Status   |
| ---- | --- | ------- | ------------ | --- | --------- | --- | -------- |
| 1990 | 2.º | 502 722 | 19,1 / 100,0 |     | 32 / 160  |     | Oposição |
| 1994 | 2.º | 342 706 | 16,6 / 100,0 | 2,5 | 22 / 120  | 10  | Oposição |
| 1999 | 3.º | 232 311 | 10,7 / 100,0 | 5,9 | 14 / 120  | 8   | Oposição |
| 2004 | 3.º | 204 438 | 9,8 / 100,0  | 0,9 | 13 / 120  | 1   | Governo  |
| 2009 | 3.º | 187 261 | 10,4 / 100,0 | 0,6 | 14 / 132  | 1   | Oposição |
| 2014 | 3.º | 202 396 | 12,4 / 100,0 | 2,0 | 18 / 126  | 4   | Governo  |

#### Saxónia-Anhalt
| Data | CI. | Votos   | %            | +/-  | Deputados | +/- | Status   |
| ---- | --- | ------- | ------------ | ---- | --------- | --- | -------- |
| 1990 | 2.º | 367 254 | 26,0 / 100,0 |      | 27 / 106  |     | Oposição |
| 1994 | 2.º | 386 020 | 34,0 / 100,0 | 8,0  | 36 / 99   | 9   | Governo  |
| 1998 | 1.º | 536 501 | 35,9 / 100,0 | 1,9  | 47 / 116  | 11  | Governo  |
| 2002 | 3.º | 231 732 | 20,0 / 100,0 | 15,9 | 25 / 115  | 22  | Oposição |
| 2006 | 3.º | 192 754 | 21,4 / 100,0 | 1,4  | 24 / 97   | 1   | Governo  |
| 2011 | 3.º | 213 611 | 21,5 / 100,0 | 0,1  | 26 / 105  | 2   | Governo  |
| 2016 | 4.º | 119 368 | 10,6 / 100,0 | 10,9 | 11 / 87   | 15  | Governo  |

#### Schleswig-Holstein
| Data | CI. | Votos     | %            | +/-  | Deputados | +/- | Status   |
| ---- | --- | --------- | ------------ | ---- | --------- | --- | -------- |
| 1947 | 1.º | 1 168 863 | 41,1 / 100,0 |      | 43 / 70   |     | Governo  |
| 1950 | 1.º | 360 233   | 27,5 / 100,0 | 13,6 | 19 / 69   | 24  | Oposição |
| 1954 | 1.º | 396 073   | 33,2 / 100,0 | 5,7  | 25 / 69   | 6   | Oposição |
| 1958 | 2.º | 436 966   | 35,9 / 100,0 | 2,7  | 26 / 69   | 1   | Oposição |
| 1962 | 2.º | 449 470   | 39,2 / 100,0 | 3,3  | 29 / 69   | 3   | Oposição |
| 1967 | 2.º | 486 274   | 39,4 / 100,0 | 0,2  | 30 / 73   | 1   | Oposição |
| 1971 | 2.º | 582 420   | 41,0 / 100,0 | 1,6  | 32 / 73   | 2   | Oposição |
| 1975 | 2.º | 603 360   | 40,1 / 100,0 | 0,9  | 30 / 73   | 2   | Oposição |
| 1979 | 2.º | 653 982   | 41,7 / 100,0 | 1,6  | 31 / 73   | 1   | Oposição |
| 1983 | 2.º | 726 632   | 43,7 / 100,0 | 2,0  | 34 / 74   | 1   | Oposição |
| 1987 | 1.º | 701 124   | 45,2 / 100,0 | 1,5  | 36 / 74   | 2   | Oposição |
| 1988 | 1.º | 857 956   | 54,8 / 100,0 | 9,6  | 46 / 74   | 10  | Governo  |
| 1992 | 1.º | 687 427   | 46,2 / 100,0 | 8,6  | 45 / 89   | 1   | Governo  |
| 1996 | 1.º | 597 751   | 39,8 / 100,0 | 6,4  | 33 / 75   | 12  | Governo  |
| 2000 | 1.º | 630 728   | 43,1 / 100,0 | 3,3  | 41 / 89   | 8   | Governo  |
| 2005 | 2.º | 554 879   | 38,7 / 100,0 | 4,4  | 29 / 69   | 12  | Governo  |
| 2009 | 2.º | 407 643   | 25,4 / 100,0 | 13,3 | 25 / 95   | 4   | Oposição |
| 2012 | 2.º | 404 048   | 30,4 / 100,0 | 5,0  | 22 / 69   | 3   | Governo  |
| 2017 | 2.º | 401 806   | 27,3 / 100,0 | 3,1  | 21 / 73   | 1   | Oposição |

#### Turíngia
| Data | CI. | Votos   | %            | +/-  | Deputados | +/- | Status   |
| ---- | --- | ------- | ------------ | ---- | --------- | --- | -------- |
| 1990 | 2.º | 319 376 | 22,8 / 100,0 |      | 21 / 89   |     | Oposição |
| 1994 | 2.º | 420 236 | 29,6 / 100,0 | 6,8  | 29 / 88   | 8   | Governo  |
| 1999 | 3.º | 214 801 | 18,5 / 100,0 | 11,1 | 18 / 88   | 11  | Governo  |
| 2004 | 3.º | 146 297 | 14,5 / 100,0 | 4,0  | 15 / 88   | 3   | Oposição |
| 2009 | 3.º | 195 363 | 18,5 / 100,0 | 4,0  | 18 / 88   | 3   | Governo  |
| 2014 | 3.º | 116 889 | 12,4 / 100,0 | 6,1  | 12 / 91   | 6   | Governo  |

## Candidatos do SPD
Candidatos à Chancelaria Federal da Alemanha
- 1949 - Kurt Schumacher
- 1953 - Erich Ollenhauer
- 1957 - Erich Ollenhauer
- 1961 - Willy Brandt
- 1965 - Willy Brandt
- 1969 - Willy Brandt
- 1972 - Willy Brandt
- 1976 - Helmut Schmidt
- 1980 - Helmut Schmidt
- 1983 - Hans-Jochen Vogel
- 1987 - Johannes Rau
- 1990 - Oskar Lafontaine
- 1994 - Rudolf Scharping
- 1998 - Gerhard Schröder
- 2002 - Gerhard Schröder
- 2005 - Gerhard Schröder
- 2009 - Frank-Walter Steinmeier
- 2013 - Peer Steinbrück
- 2017 - Martin Schulz
- 2021 - Olaf Scholz
- 2025 - Olaf Scholz

## Presidentes do SPD
Desde 1946
- 1946-1952 - Kurt Schumacher
- 1952-1963 - Erich Ollenhauer
- 1963-1987 - Willy Brandt
- 1987-1991 - Hans-Jochen Vogel
- 1991-1993 - Björn Engholm
- 1993-1993 - Johannes Rau
- 1993-1995 - Rudolf Scharping
- 1995-1999 - Oskar Lafontaine
- 1999-2004 - Gerhard Schröder
- 2004-2005 - Franz Müntefering
- 2005-2006 - Mathias Platzeck
- 2006-2008 - Kurt Beck
- 2008-2009 - Franz Müntefering
- 2009-2017 - Sigmar Gabriel
- 2017-2018 - Martin Schulz
- 2018-2018 - Olaf Scholz
- 2018-2019 - Andrea Nahles
- 2019-2019 - Malu Dreyer
- 2019-2019 - Thorsten Schäfer-Gümbel
- 2019-2019 - Manuela Schwesig
- 2019-atualidade - Saskia Esken
- 2019-atualidade - Norbert-Walter Borjans